# У срцу моје плавуше
„У срцу моје плавуше” је југословенски кратки филм из 1984. године. Режирао га је Радослав Огњеновић а сценарио су написали Весна Јанковић и Радослав Огњеновић по делу Ги де Мопасана.

## Улоге
| Глумац                     | Улога          |
| -------------------------- | -------------- |
| Соња Савић                 | Собарица       |
| Светислав Гонцић           | Луц де Ганидец |
| Бранимир Брстина           | Жан Кердерен   |
| Драгољуб Милосављевић Гула | Жупник         |
| Милан Сарач                |                |